# Cloaca Maxima

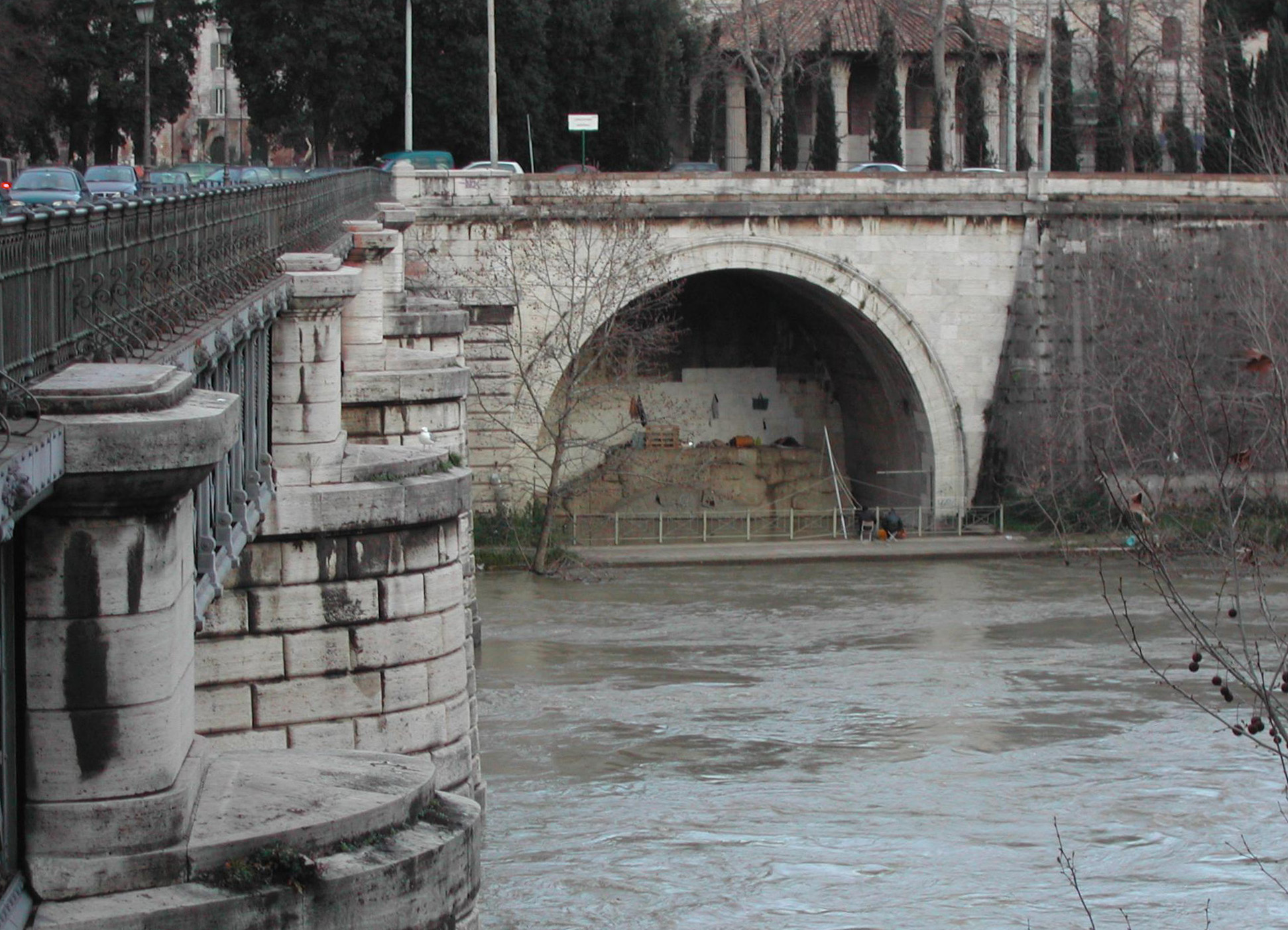
Cloaca Maximas utlopp vid dagens Ponte Palatino.

Cloaca Maxima (latin för ”den största kloaken”) är en murad underjordisk avloppskanal i Rom, daterad till Tarquinius Priscus regeringstid på 600-talet f.Kr.
Den löper från Forum Romanum via Velabrum och Forum Boarium till Tibern. Den har ett oregelbundet lopp och var troligen från början ett naturligt vattendrag, som reglerades i samband med att det sanka Forumområdet torrlades.
Cloaca Maxima är fortfarande i bruk och mynningen är synlig nedanför Ponte Palatino.